# Acide 3-méthyl-2-oxobutanoïque
L’acide 3-méthyl-2-oxobutanoïque, également appelé acide 3-méthyl-2-oxobutyrique, acide α-cétoisovalérique ou α-cétovaline, est un acide oxocarboxylique, c'est-à-dire portant un groupe oxo sur l'atome de carbone voisinant la fonction acide carboxylique. C'est un précurseur de la biosynthèse de la leucine et de la valine, ainsi qu'un intermédiaire du catabolisme de la valine.